# Achird
Achird (Bayer-Bezeichnung: Eta Cassiopeiae, abgekürzt η Cas) ist ein Doppelsternsystem im Sternbild Kassiopeia, das mit etwas mehr als 19 Lichtjahren Entfernung zu den Nachbarn in der Umgebung der Sonne gehört. Es besteht aus einem sonnenähnlichen gelben Zwergstern der Spektralklasse G0V und einem orangeroten Zwergstern der Spektralklasse K7V. Am Nachthimmel ist Achird mit bloßem Auge als einzelner Stern 3. Größe im Himmels-W der Cassiopeia zwischen Gamma Cassiopeiae (γ Cas) und Schedir (α Cas) näher bei letzterem leicht aufzufinden.

## Komponenten

### Achird A
Der Hauptstern Achird A (η Cas A) ist wie die Sonne ein gelblicher Hauptreihenstern der Spektralklasse G und mit abgeschätzt 5,4 Milliarden Jahren etwas älter als die Sonne (4,6 Milliarden Jahre). Seine Masse beträgt 97 % der Sonnenmasse, sein Radius 101 % des Sonnenradius. Die Leuchtkraft von Achird A beträgt 129 % der Sonnenleuchtkraft. Der Anteil von Elementen schwerer als Wasserstoff und Helium (die Metallizität) ist nur etwa halb so groß wie bei der Sonne.

### Achird B
Der Begleitstern Achird B (η Cas B) ist deutlich kleiner und lichtschwächer als die primäre Komponente. So hat er nur 57 % der Sonnenmasse und 66 % des Sonnenradius. Seine Leuchtkraft beträgt nur 6 % der Sonnenleuchtkraft. Während des 480 Jahre dauernden Umlaufs um ihr gemeinsames Baryzentrum nähern sich beide Sterne im Periastron auf bis zu 36 AE an, während sie sich im Apastron bis zu 107 AE voneinander entfernen.

## Möglichkeit von Planeten
Bereits in den Jahren 1986 und 1987 wurde mittels der Radialgeschwindigkeitsmethode erfolglos nach massereichen Exoplaneten gesucht, die Achird A möglicherweise umkreisen könnten. Über einen längeren Zeitraum durchgeführte Messungen schließen die Existenz von Planeten oder anderen substellaren Begleitern mit einer Masse von mehr als 0,878 Jupitermassen in einem kreisförmigen Orbit innerhalb von drei AE um Achird A aus.
Aufgrund der Doppelnatur des Systems können Planeten nur in einer relativen Nähe um einen der beiden Sterne über einen langen Zeitraum eine stabile Umlaufbahn behalten, da sie ansonsten unter dem Einfluss der jeweils anderen Komponente aus dem System herausgeschleudert würden. Für Achird A wurde die maximal mögliche Distanz für einen Planeten vom Stern mit 9,54 AE errechnet, für Achird B mit 7,05 AE. In beiden Fällen könnte auch ein Planet in der habitablen Zone existieren. Diese erstreckt sich bei der Komponente A in einer Entfernung von 0,9 bis 1,8 AE vom Stern, bei der schwächeren Komponente B dagegen in einer Entfernung von 0,593 und 1,176 AE. Ein um beide Sterne kreisender zirkumbinärer Planet müsste dagegen eine Entfernung von mindestens 235,07 AE aufweisen.
Wegen der Sonnennähe von Achird und der Sonnenähnlichkeit der Komponente A zählte das System auch zu den 100 wichtigsten Zielsternen der Mission Terrestrial Planet Finder der NASA, die jedoch mehrfach verschoben und schließlich 2011 gestrichen wurde.

## Nächstgelegene Nachbarn
Der Achird am nächsten gelegene Stern ist HR 8832 in einer Entfernung von 4,9 Lichtjahren. Er ist ein einzelner oranger Zwergstern, um den 2015 ein Planetensystem mit mindestens vier Exoplaneten entdeckt wurde. Der zweitnächste Nachbar ist My Cassiopeiae, ein 5,2 Lichtjahre von Achird entferntes Doppelsystem, bestehend aus einem kühlen Unterzwerg der Spektralklasse G und einem Roten Zwerg. Ähnlich wie bei der Sonne ist die stellare Umgebung von Achird zu einem Großteil von lichtschwachen Roten Zwergen geprägt. Hierzu gehören EV Lacertae (7,8 Lichtjahre entfernt), Kruger 60 (8,2 Lichtjahre entfernt), Groombridge 34 (8,7 Lichtjahre entfernt) und Stein 2051 (9,2 Lichtjahre entfernt).

## Beobachtung
Um das System in Einzelsterne aufzulösen, benötigt man ein Teleskop von mindestens 5 Zentimeter Objektivdurchmesser. Der Farbkontrast zwischen der helleren weißen Komponente A und der schwächeren rötlichen Komponente B macht Achird zu einem reizvollen Beobachtungsobjekt.
Der Winkelabstand und der Positionswinkel der Komponente B im Verhältnis zur Komponente A verändert sich durch den Umlauf beider Sterne um den gemeinsamen Schwerpunkt im Lauf der Zeit. Im Jahr 1990 betrug der Abstand 12,5 Bogensekunden bzw. 312 Grad, im Jahr 2010 13,2 Bogensekunden bzw. 322 Grad.
Die Doppelsternnatur von Achird wurde von Friedrich Wilhelm Herschel am 19. August 1779 entdeckt. Neben den physisch zusammengehörenden Komponenten A und B gibt es noch eine Reihe von rein optischen Begleitsternen (Komponenten C bis H), die lediglich von der Erde aus gesehen in der gleichen Richtung stehen und eine scheinbare Helligkeit von 8 bis 12 mag aufweisen.